# Sri Adiningsih

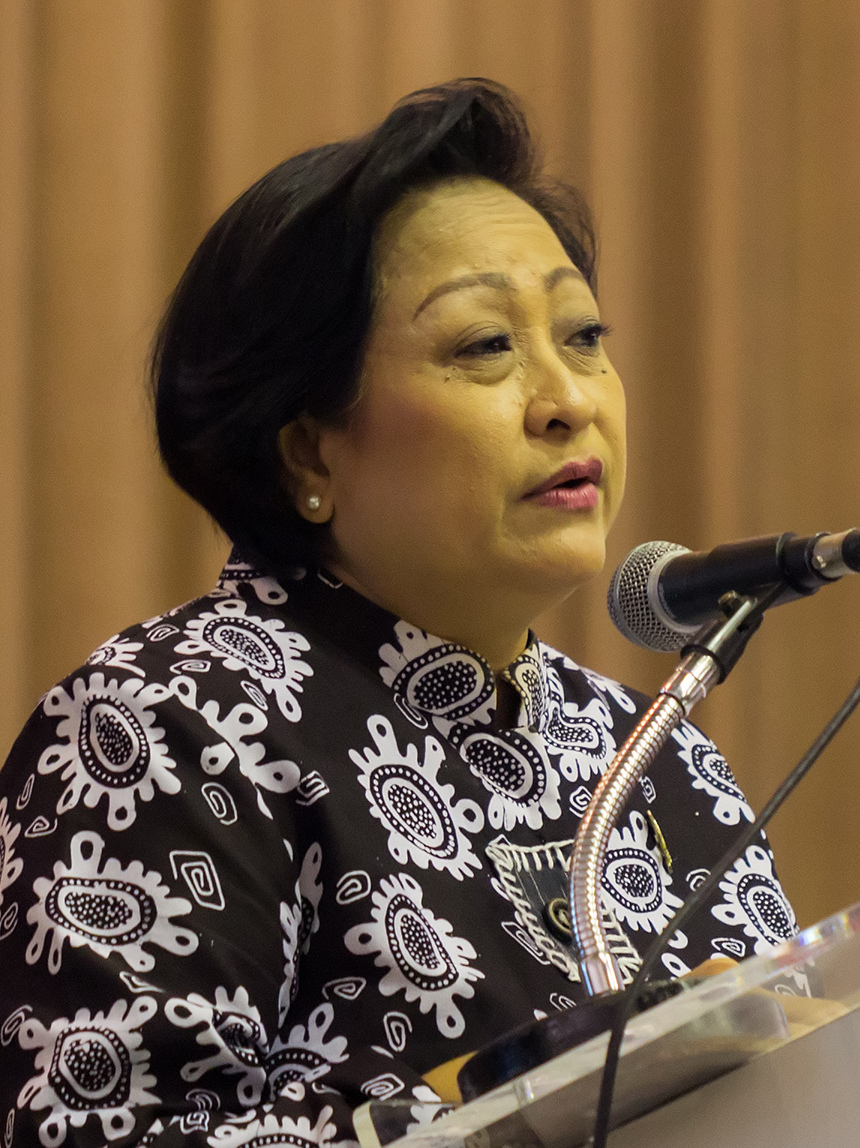
Sri Adiningsih beim 9. Internationalen Indonesien-Forum (2016)

Sri Adiningsih (* 11. Dezember 1960; † 17. Juni 2023 in Yogyakarta) war eine indonesische Wirtschaftswissenschaftlerin.

## Werdegang
Adiningsih studierte zwischen 1981 und 1985 Wirtschaftswissenschaft an der Gadjah-Mada-Universität, nach ihrem dortigen Abschluss setzte sie ihr Studium an der University of Illinois in den Vereinigten Staaten fort. Nach einem Masterabschluss graduierte sie 1996 als Ph.D. Anschließend kehrte sie in ihr Heimatland zurück und lehrte und forschte an der Gadjah-Mada-Universität, an der sie 2013 zur ordentlichen Professorin berufen wurde.
2014 war Adiningsih Kandidatin als Finanzministerin unter dem neu gewählten Präsidenten Joko Widodo, wurde aber mangels Erfahrung im Bereich öffentlicher Finanzen abgelehnt. Zwischen dem 19. Januar 2015 und 20. Oktober 2019 war sie stattdessen Vorsitzende des Präsidialbeirats, ehe im Zuge einer Kabinettsumbildung der als Sicherheitsminister ausscheidende Wiranto sie beerbte. Nach dem Rücktritt Abdurrahman Wahids in Folge einer Korruptionsaffäre 2001 und der folgenden Wirtschaftskrise in Indonesien gehörte sie dem Beratergremium der Beratenden Volksversammlung an.
Adiningsih war Mitglied der American Economic Association sowie der Indonesischen Akademie der Wissenschaften.